# Shona Fraser
Shona Fraser-Rees (* 9. Juli 1975 als Shona Kathryn Fraser in Newcastle, England) ist eine britische Musikjournalistin. In Deutschland wurde sie bekannt durch ihre Jurorentätigkeit bei der Castingshow Deutschland sucht den Superstar.

## Karriere
Im Jahr 1993 stieg Shona Fraser als Musikmoderatorin bei einem englischen Studentenradio ein. Sie begann an der Universität Leeds Französisch und Deutsch zu studieren und beendete das Studium 1997.
Es folgten Moderatorenaufgaben bei englischen, französischen und deutschen Fernseh- und Radiosendungen, unter anderem arbeitete sie für die britische BBC und den Musiksender MTV. Ab 1998 war Fraser auch für verschiedene deutsche Radiosender in Köln tätig. Von 1999 bis 2002 hatte Fraser bei WDR 5 eine Kolumne namens What's up Shona. Anschließend absolvierte Fraser ein Aufbaustudium in Rundfunk-Journalismus.
Von 2002 bis 2004 war sie Jurymitglied der ersten und zweiten Staffel der Castingshow Deutschland sucht den Superstar.
Fraser arbeitete als freiberufliche Fernsehregisseurin und realisierte unter anderem Folgen der Fernsehshows Big in America, Die Super Nanny (RTL), Mission Hollywood (RTL), Frauentausch (RTL II), und Popstars (ProSieben); im Spätsommer 2007 war sie für die Produktion der ProSieben-Sendung Survivor verantwortlich.
Ab 1. November 2015 war sie bei RTL II Leiterin für die Redaktion Entertainment & Development sowie seit 2018 auch zusätzlich Stellvertretende Programmbereichsleiterin. Von 2021 bis 2024 war sie Geschäftsführerin der Fernsehproduktionsfirma Good Times. Nachdem Good Times durch die Muttergesellschaft Banijay Germany GmbH 2024 eingestellt worden war, wechselte Fraser als Produzentin in die Geschäftsführung von Brainpool TV (ebenfalls ein Tochterunternehmen von Banijay Germany).